# Sea Orbit (операция ВМС США)

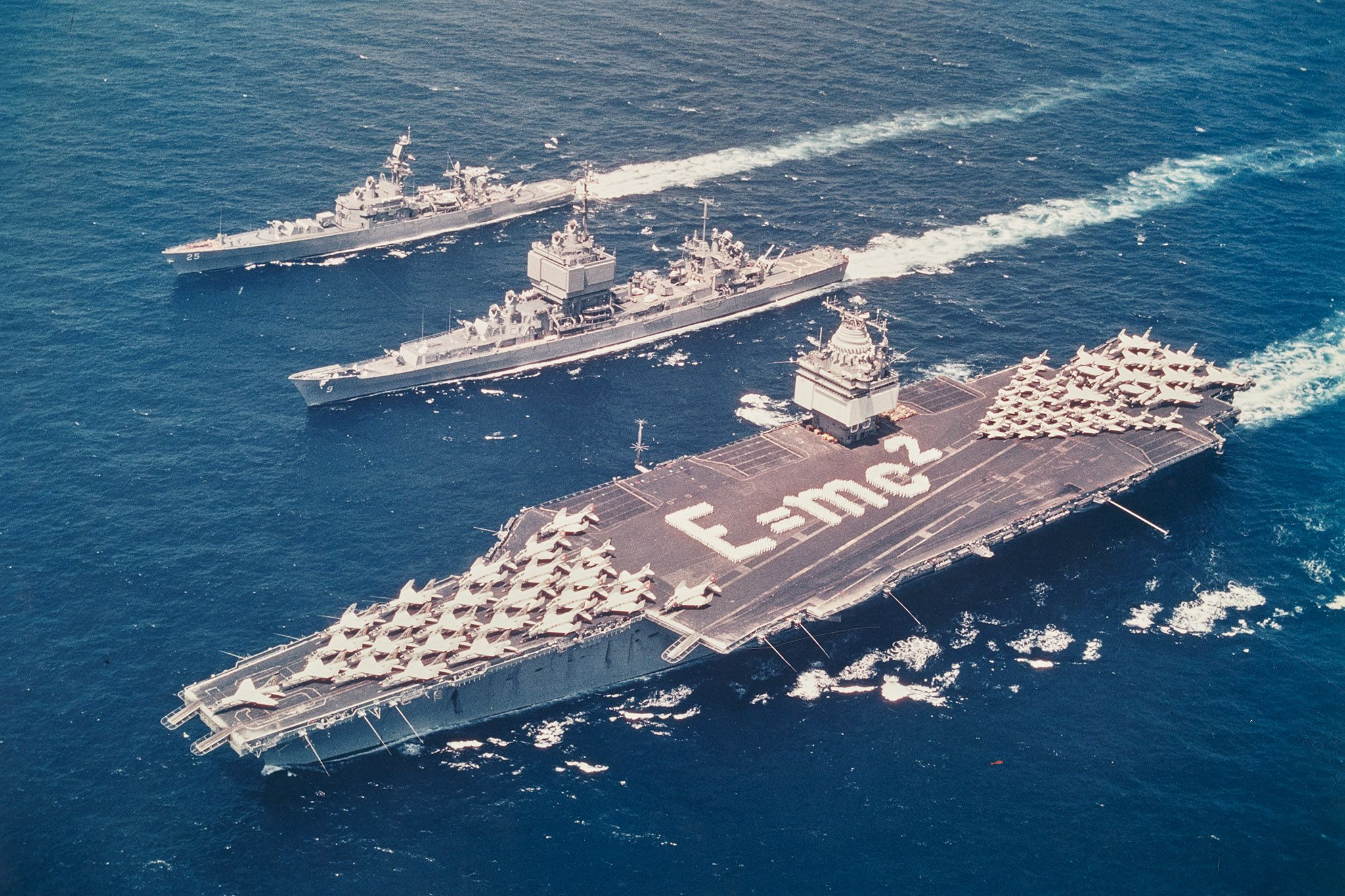
Enterprise, Long Beach, and Bainbridge

Sea Orbit (рус. Морская орбита) — кругосветное путешествие американской Оперативной группы 1 в составе атомного авианосца CVN-65 «Энтерпрайз», атомного ракетного крейсера CGN-9 «Лонг Бич» и атомного фрегата DLGN-25 «Бейнбридж» с 31 июля по 3 октября 1964 года. За 65 дней плавания корабли прошли 30 565 морских миль.
Маршрут плавания проходил через Рабат (Марокко), Дакар (Сенегал), Фритаун (Сьерра-Леоне), Монровия (Либерия), Абиджан (Берег Слоновой Кости), Найроби (Кения), Карачи (Пакистан), Фремантл, Мельбурн и Сидней (Австралия), Веллингтон (Новая Зеландия), Буэнос-Айрес (Аргентина), Монтевидео (Уругвай), Сантус, Рио-де-Жанейро и Ресифе (Бразилия). По пути «Энтерпрайз» сделал три захода в порты Карачи, Сидней и Рио-Де-Жанейро.
Идея кругосветного плавания атомного соединения кораблей принадлежит вице-адмиралу Маккейну, который рассматривал его как доказательство беспрецедентной автономности кораблей с ядерной силовой установкой и демонстрацию американских технических достижений, подобно кругосветному плаванию «Великого белого флота» в 1907—1909 годах. Авианосцем «Энтерпрайз» командовал капитан 1 ранга Фредерик Михаэлис (Captain Frederick H. Michaelis), крейсером «Лонг Бич» — капитан 1 ранга Фрэнк Прайс (Captain Frank H. Price, Jr.), фрегатом «Бейнбридж» — капитан 1 ранга Хэл Кастл (Captain Hal C. Castle). Операцией командовал контр-адмирал Бернард Стрин (Rear Admiral Bernard M. Strean). Плавание вызвало значительный интерес за рубежом и в меньшей степени — в США.
30 июля 2004 года состоялась встреча ветеранов операции в честь 40-летия начала плавания. В 2011 году экспозиция, посвящённая операции Sea Orbit организована на выставке «Технологии атомного века: атомная силовая установка» (Technology for the Nuclear Age: Nuclear Propulsion) в разделе Холодной войны Музея ВМС США в Вашингтоне.